# Felipe Olivares
Felipe Olivares (né le 5 février 1910 au Mexique et mort à une date et à un lieu inconnus) est un footballeur international mexicain.

## Biographie
Il fait partie de la sélection des 17 joueurs mexicains qui participent à la coupe du monde 1930 en Uruguay, entraînée par le sélectionneur mexicain Juan Luque de Serralonga.
La sélection ne joue que le 1er tour composé de trois matchs (contre la France, Chili et Argentine).